# London Borough of Brent
London Borough of Brent är en borough i nordvästra London. 
Den bildades 1965 när Borough of Wembley och Borough of Willesden slogs ihop och har fått sitt namn av floden Brent.  

## Distrikt
Distrikt som helt eller delvis ligger i Brent:
- Alperton
- Brent Park
- Brondesbury
- Church End
- Dollis Hill
- Harlesden
- Kenton
- Kensal Green
- Kingsbury
- Kilburn
- Neasden
- Park Royal
- Preston
- Queen's Park
- Sudbury
- Tokyngton
- Wembley Park
- Wembley
- Willesden